# Taghreed Hikmat
Taghreed Hikmat (arabisch تغريد حكمت, DMG Taġrīd Ḥikmat; * 25. Dezember 1945 in Zarqa) ist eine jordanische Juristin. Seit 2020 ist sie Richterin am Verfassungsgericht von Jordanien und damit die erste Frau in dieser Position.

## Leben und Wirken
Hikmat studierte ab 1969 Rechtswissenschaften an der Universität Damaskus, wo sie 1973 ihren Abschluss machte. Ab 1982 trat sie als Rechtsanwältin vor jordanischen Gerichten auf. 1996 trat sie selbst in den Dienst der jordanischen Justiz und wurde zunächst in der Zivilabteilung des Generalstaatsanwalts eingesetzt. Damit verbunden war die Ernennung zur Richterin, womit sie zur ersten Richterin in der Geschichte Jordaniens wurde. Im Jahr 1998 wechselte sie als Richterin an das Berufungsgericht Jordaniens. Von 2002 bis 2003 war sie Richterin am Höheren Strafgericht Jordaniens. Diese Tätigkeit endete, als sie 2003 ad litem zur Richterin am Internationalen Strafgerichtshof für Ruanda ernannt wurde. Damit wurde sie die erste arabischstämmige Frau an einem internationalen Gericht. 2003 wurde dem Leitungsteam zum Familienschutzprojekt in Jordanien, dem Hikmat angehörte, der Menschenrechtspreis der Vereinten Nationen verliehen. Im September 2004 wurde sie zur temporären Richterin dort ernannt. Von 2009 bis 2010 war sie Vorsitzende Richterin; ihre Amtszeit endete 2011. Nach ihrer Rückkehr nach Jordanien war sie auf Ernennung von König Abdullah II. von 2013 bis 2020 Mitglied des Senats. Ihr Amt als Senatorin endete, als sie im Oktober per königlichem Dekret zur Richterin am Verfassungsgericht von Jordanien ernannt wurde. Am 19. Oktober 2020 wurde sie vereidigt und wurde damit zur ersten Verfassungsrichterin in Jordanien.